# Primera División de Nicaragua 2024-2025
La Primera División de Nicaragua 2024-2025, nota anche come Liga Primera 2024-2025, è stata la 81ª e 82ª edizione della massima serie del campionato di calcio del Nicaragua. Il campionato è iniziato il 3 agosto 2024 e si è concluso il 25 maggio 2025.
Il campionato è diviso in due tornei separati, l'Apertura e il Clausura, con lo stesso formato e le stesse squadre partecipanti, che decreteranno due campioni nazionali.

## Stagione

### Novità
Dalla scorsa edizione del campionato è retrocesso il Masachapa, ultimo classificato nella classifica aggregata di Apertura e Clausura. Al suo posto, dalla Segunda División è stato promosso il Rancho Santana.

### Formula
Le 10 squadre partecipanti giocheranno due distinti gironi, ognuno con partite di andata e ritorno da 18 giornate, l'Apertura e il Clausura, e al termine di ognuno di essi le prime 6 classificate si qualificano per i play-off, che prevedono tre turni a eliminazione diretta di andata e ritorno. La vincitrice della fase ad eliminazione diretta è campione del periodo.
L'ultima classificata nella classifica aggregata di Apertura e Clausura viene retrocessa in Segunda Division, mentre la penultima gioca uno spareggio promozione/retrocessione contro una squadra di Segunda Division.

## Squadre partecipanti
| Club             | Città     | Stagione precedente                          |
| ---------------- | --------- | -------------------------------------------- |
| Municipal Jalapa | Jalapa    | 1º turno di Apertura; semifinali di Clausura |
| Diriangén        | Diriamba  | Campione di Apertura e di Clausura           |
| Deportivo Sebaco | Matagalpa | Semifinali di Apertura; 9° in Clausura       |
| Managua          | Managua   | Semifinali di Apertura; 1º turno di Clausura |
| Matagalpa FC     | Matagalpa | 8° in Apertura; 7° in Clausura               |
| Ocotal           | Ocotal    | 10° in Apertura; semifinali di Clausura      |
| Rancho Santana   | Tola      | 1° in Segunda División                       |
| Real Estelí      | Estelí    | Finale di Apertura; finale di Clausura       |
| UNAN             | Managua   | 1º turno di Apertura; 8° in Clausura         |
| Walter Ferreti   | Managua   | 9° in Apertura; 1º turno di Clausura         |

## Apertura

### Stagione regolare
|  | Pos. | Squadra          | Pt | G  | V  | N | P  | GF | GS | DR  |
|  | ---- | ---------------- | -- | -- | -- | - | -- | -- | -- | --- |
|  | 1.   | Diriangén        | 40 | 18 | 12 | 4 | 2  | 54 | 15 | +39 |
|  | 2.   | Real Estelí      | 36 | 18 | 10 | 6 | 2  | 36 | 14 | +22 |
|  | 3.   | Matagalpa FC     | 31 | 18 | 8  | 7 | 3  | 30 | 22 | +8  |
|  | 4.   | Walter Ferreti   | 29 | 18 | 8  | 5 | 5  | 21 | 15 | +6  |
|  | 5.   | Deportivo Sebaco | 24 | 18 | 6  | 6 | 6  | 24 | 20 | +4  |
|  | 6.   | Managua          | 24 | 18 | 7  | 3 | 8  | 28 | 27 | +1  |
|  | 7.   | Municipal Jalapa | 20 | 18 | 5  | 5 | 8  | 18 | 29 | -11 |
|  | 8.   | UNAN             | 19 | 18 | 5  | 4 | 9  | 19 | 34 | -15 |
|  | 9.   | Rancho Santana   | 12 | 18 | 3  | 3 | 12 | 14 | 40 | -26 |
|  | 10.  | Ocotal           | 12 | 18 | 3  | 3 | 12 | 25 | 43 | -28 |

Legenda:
      Qualificata ai play-off.

### Play-off

#### 1º turno
| Squadra 1      | Risultato | Squadra 2        |
| -------------- | --------- | ---------------- |
| Walter Ferreti | 1 - 0     | Deportivo Sebaco |
| Matagalpa      | 0 - 1     | Managua          |

#### Semifinali
| Squadra 1      | Totale | Squadra 2   | Andata | Ritorno |
| -------------- | ------ | ----------- | ------ | ------- |
| Managua        | 2 - 2  | Diriangén   | 1 - 1  | 1 - 1   |
| Walter Ferreti | 2 - 5  | Real Estelí | 1 - 4  | 1 - 1   |

#### Finale
| Squadra 1   | Totale | Squadra 2 | Andata | Ritorno |
| ----------- | ------ | --------- | ------ | ------- |
| Real Estelí | 3 - 4  | Diriangén | 1 - 1  | 2 - 3   |

## Clausura

### Stagione regolare
|  | Pos. | Squadra          | Pt | G  | V  | N | P  | GF | GS | DR  |
|  | ---- | ---------------- | -- | -- | -- | - | -- | -- | -- | --- |
|  | 1.   | Real Estelí      | 46 | 18 | 15 | 1 | 2  | 42 | 17 | +25 |
|  | 2.   | Managua          | 36 | 18 | 11 | 3 | 4  | 31 | 14 | +17 |
|  | 3.   | Diriangén        | 35 | 18 | 11 | 2 | 5  | 34 | 21 | +13 |
|  | 4.   | Walter Ferreti   | 23 | 18 | 6  | 5 | 7  | 19 | 17 | +2  |
|  | 5.   | Deportivo Sebaco | 23 | 18 | 6  | 5 | 7  | 19 | 23 | -4  |
|  | 6.   | Matagalpa FC     | 21 | 18 | 5  | 6 | 7  | 25 | 30 | -5  |
|  | 7.   | UNAN             | 20 | 18 | 5  | 5 | 8  | 20 | 28 | -8  |
|  | 8.   | Municipal Jalapa | 18 | 18 | 4  | 6 | 8  | 18 | 25 | -7  |
|  | 9.   | Rancho Santana   | 15 | 18 | 3  | 6 | 9  | 15 | 26 | -11 |
|  | 10.  | Ocotal           | 12 | 18 | 3  | 3 | 12 | 18 | 40 | -22 |

Legenda:
      Qualificata ai play-off.

### Play-off

#### 1º turno
| Squadra 1      | Risultato | Squadra 2        |
| -------------- | --------- | ---------------- |
| Walter Ferreti | 2 - 3     | Deportivo Sebaco |
| Diriangén      | 2 - 0     | Matagalpa FC     |

#### Semifinali
| Squadra 1        | Totale | Squadra 2   | Andata | Ritorno |
| ---------------- | ------ | ----------- | ------ | ------- |
| Deportivo Sebaco | 1 - 4  | Real Estelí | 1 - 3  | 0 - 1   |
| Diriangén        | 2 - 4  | Managua     | 1 - 1  | 1 - 3   |

#### Finale
| Squadra 1   | Totale | Squadra 2 | Andata | Ritorno |
| ----------- | ------ | --------- | ------ | ------- |
| Real Estelí | 1 - 3  | Managua   | 0 - 2  | 1 - 1   |